# Playa El Dorado

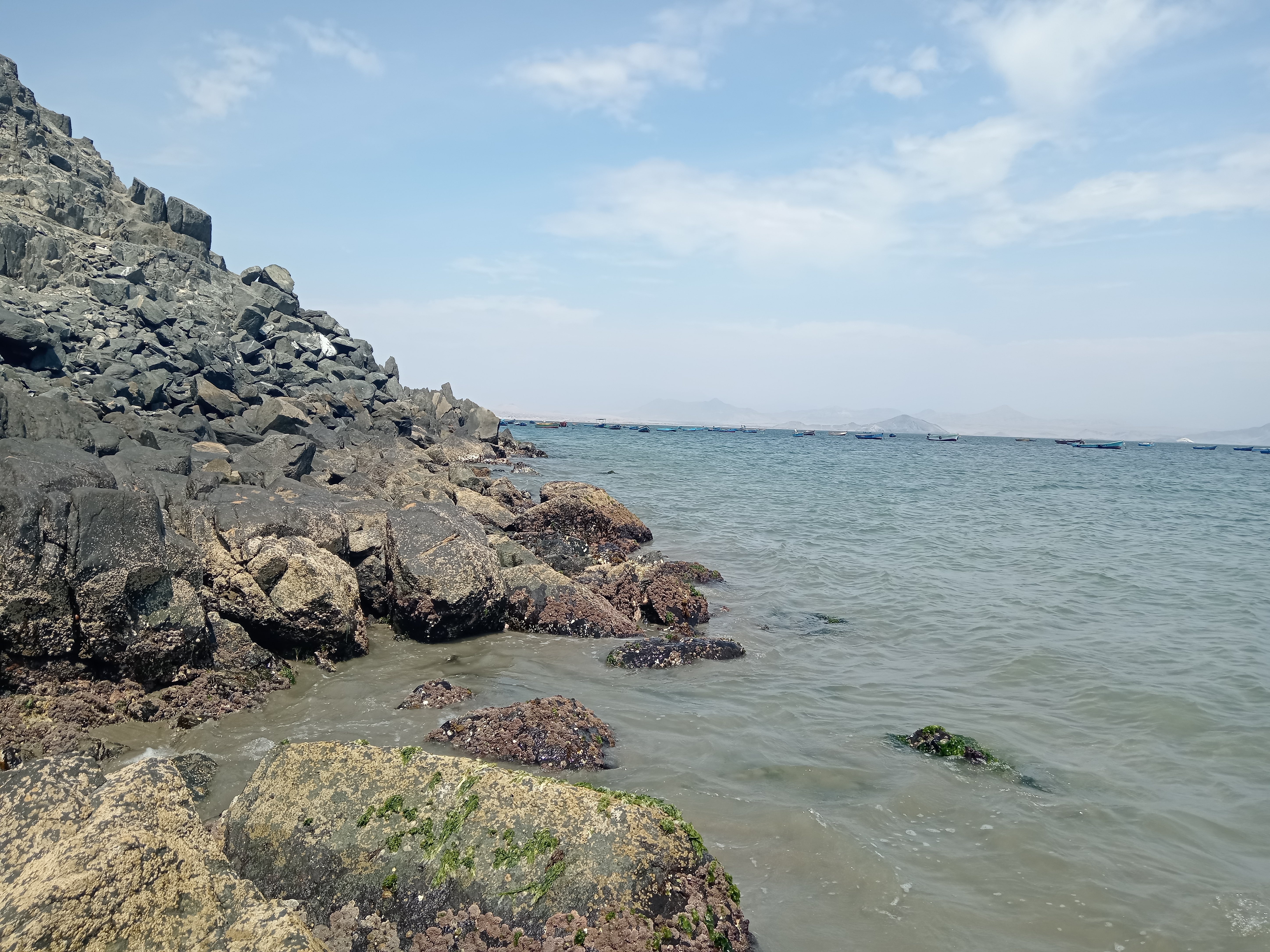
Apreciación de la orilla a las 12:00 del día.

La Playa el Dorado es una playa sureña de la costa peruana que se encuentra ubicada en el departamento de Áncash, provincia del Santa y en el distrito de Nuevo Chimbote con una altitud de aproximadamente 76 m s.n.m. Su nombre nace por la superficie arenosa dorado contenedoras de sus aguas cristalinas.
Esta playa alberga una variada biodiversidad ya que cuenta con especies marinas como las tortugas grandes, el gato marino, mantarrayas, entre otras. Cerca de la playa El Dorado existe una caleta que es usada por pescadores artesanales, pescan especies como caracoles, cangrejos y una variedad de peces como la raya y la pintadilla.

La playa El Dorado también sirve como punto de partida para llegar a otras playas como Caleta Colorada o La Poza, mediante la movilización por bote o a pie.

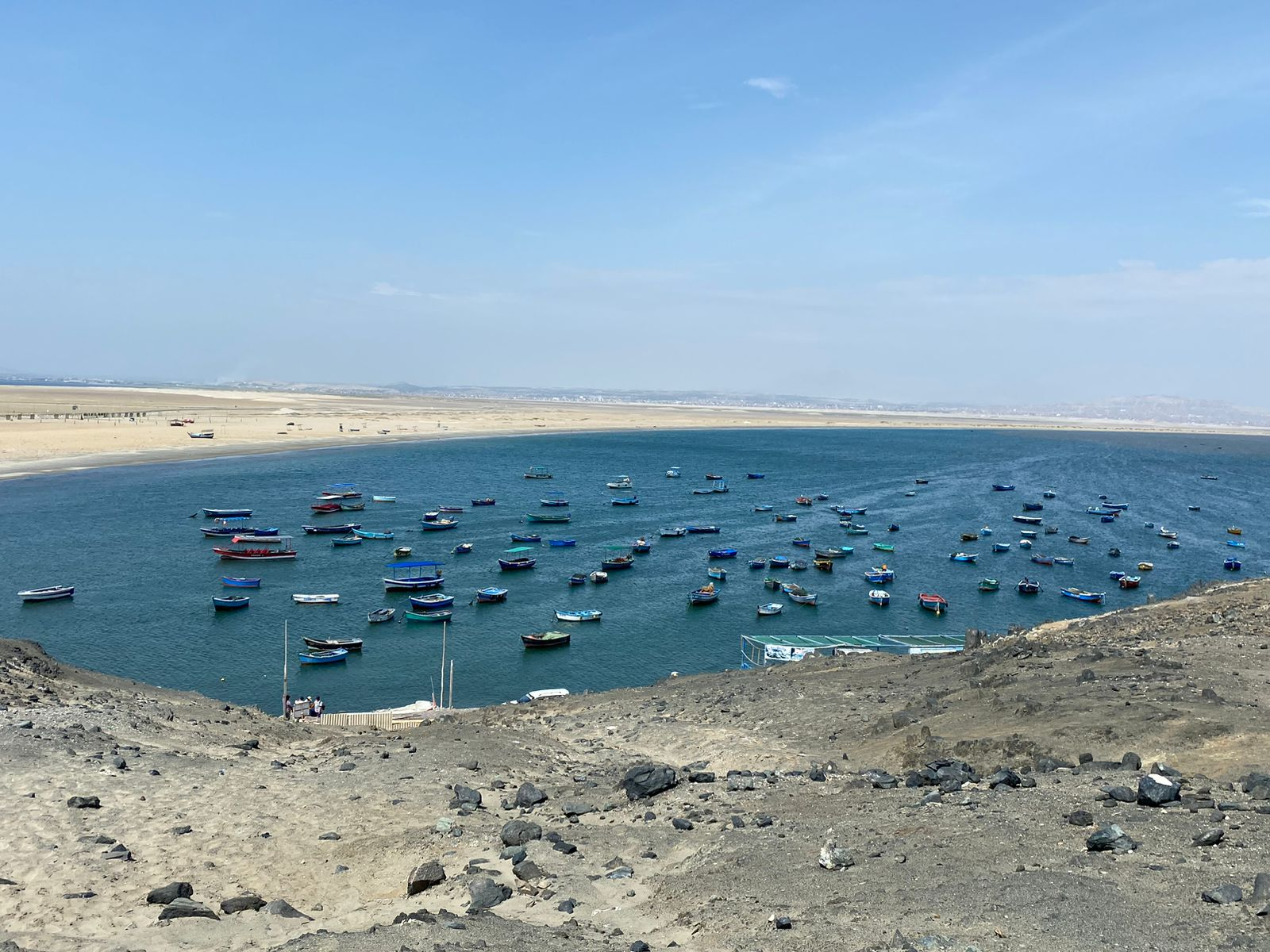
Embarcaciones artesanales en la playa.

Se puede actividades recreativas como el kayak.

## Estado de conservación
La playa se encuentra afectada por la contaminación por residuos sólidos (latas de bebidas, botellas de vidrio, vasos y platos descartables) generados por los visitantes. El 19 de marzo de 2024 se realizó una actividad de limpieza organizado por la Autoridad Nacional del Agua (ANA); se retiraron 2 toneladas de residuos sólidos.
En la noche del 23 de marzo de 2024 se inició un incendio de pastizales en un lado de la carretera de ingreso a la playa. El incendio afectó más de 120 hectáreas de pastizales, entre ellas algunas pertenecientes a los humedales de Villa María en Chimbote.